# Хуаран
Хуаран или хуаранг (на корейски: 화랑), известен още като „рицар на цветята“, е представител на елитна военна младежка група в Сила, древно царство на Корейския полуостров, просъществувало до 10 век.
За хуарани са набирани младежи на 14-15 години, както от аристократични семейства, така и от простолюдието, след което получават специално възпитание. Съществуват образователни институции, както и социални клубове, където членовете се събират за всички аспекти на обучението, първоначално изкуство и култура, но също така и за религиозни учения, произтичащи главно от корейския будизъм и китайското конфуцианство. Китайските източници се позовават само на физическата красота на „рицарите на цветята“ . Те са известни с използването на грим и козметични декорации и аксесоари. Историята на хуараните остава почти неизвестна чак до след Деня на националното освобождение на Корея през 1945 г., след което те придобиват символично значение. Те пътуват из планините и долините, посещават свещени места изпълнявайки ритуали, насочени към укрепване на световната хармония, учат се да управляват страната и да пишат хянга, класическа корейска поезия. Във войната те воюват на преден план и са най-обучените бойни отряди, за подвизите на които в корейските хроники се съхранява много информация.
Хуарангът също е наричан хянгдо („ароматните“), като думата и нейните разговорни производни се използват за всичко - от плейбой до шаман или съпруг на жена шаман. Думата остава в обща употреба до 12 век, но с по-пренебрежителни конотации.
Информацията за хуарангите се намира хай-вече в хрониките „Самгук саги“ (на корейски: 삼국사기 или 三國史記, Хроника на трите царства) и „Самгук юса“ (на корейски: 삼국유사 или 三國遺事, История на трите царства), както и частично в „Хаедун Госенгьон“. В края на 80-те години на XX век в Южна Корея е открит предполагаем ръкопис „Хуаран саги“, който ученият Ричард Макбрайд счита за фалшификат.
Петте заповеди, на които се подчиняват, са:
1. Бъди предан на господаря си (сагун ичхунъ; на корейски: 사군이충 или 事君以忠)
2. Почитай родителите си (сачхин ихьо; на корейски: 사친이효 или 事親以孝)
3. Бъди искрен с приятелите си (кьоу исин; на корейски: 교우이신 или 交友以信)
4. Бъди храбър в бой (имджон мутхве; на корейски: 임전무퇴 или 臨戰無退)
5. Упражнявай благоразумие, когато отнемаш живот (салсенъ ютхек; на корейски: 살생유택 или 殺生有擇)

Тези заповеди и учения са следвани от хуараните, за да защитят царството от съпернически такива и спомогнат за обединяването на нацията в Древна Корея до падането на Сила.